# Anthene lycaenoides
The Pale Ciliate Blue (Anthene lycaenoides) là một loài bướm ngày thuộc họ Lycaenidae. Nó được tìm thấy ở Malaya to New Guinea.
Sải cánh dài khoảng 25 mm.
Ấu trùng ăn Bridelia tomentosa, Rhyssopterys timorensis, Flagellaria indica, Clerodendrum floribundum, Faradaya splendida, Cupaniopsis anacardioides, Pongamia pinnata, Caesalpina crista, Senna alata, Cassia fistula, Senna gaudichaudii và Senna surattensis.

## Phụ loài
- Anthene lycaenoides lycaenoides (Ambon, Serang)
- Anthene lycaenoides pegobates (Buru, Obi, Halmahera, Ternate, Bahcan)
- Anthene lycaenoides sutrana (Kai Island, West Irian)
- Anthene lycaenoides godeffroyi (Australia (Darwin, Cape York - Cairns)

## Hình ảnh

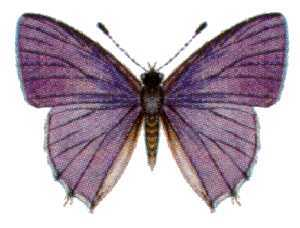